# Asz-Szujuch (Aleppo)
Asz-Szujuch (arab. الشيوخ) – wieś w Syrii, w muhafazie Aleppo, w dystrykcie Afrin. W 2004 roku liczyła 112 mieszkańców.